# 라즐로 캠프
라즐로 캠프 또는 캠프 라즐로(Camp Lazlo)는 조 머레이가 카툰 네트워크를 위해 제작한 미국 애니메이션 TV 시리즈이다. 이 시리즈는 핌플백 산맥(Pimpleback Mountains)의 보이스카우트와 같은 여름 캠프인 캠프 키드니(Camp Kidney)라는 캠프에 가는 의인화된 거미원숭이 라즐로(Lazlo)를 따른다. 라즐로는 동료 빈 스카우츠(Bean Scouts), 인도 코끼리 라지(Raj)와 피그미 코뿔소 클램(Clam)와 함께 "젤리빈"(Jelly Bean) 오두막에 거주한다. 라즐로는 비관적인 캠프 리더인 스카우트마스터 럼퍼스(Scoutmaster Lumpus)와 종종 충돌하지만 일반적으로 부사령관인 슬링크맨(Slinkman) 및 다른 캠프 참가자들과 잘 지낸다. 캠프 키드니는 여성으로만 구성된 다람쥐 스카우트(걸스카우트와 다소 유사한 기능) 캠프장이 있는 아콘 플래츠(Acorn Flats)의 호수 바로 건너편에 있다. 라즐로 캠프는 원래 4:3의 전체 화면 비율로 방송되었음에도 불구하고 16:9의 와이드스크린 비율로 제작된 최초의 카툰 네트워크 스튜디오 시리즈 중 하나이다.
라즐로 캠프는 카툰 네트워크 스튜디오에서 제작되었다. 유머 스타일은 머레이가 제작하고 작업한 니켈로디언 시리즈 우당탕탕 로코와 친구들과 유사하다. 이 시리즈는 2005년 7월 8일 카툰 네트워크에서 초연되었으며 61개의 에피소드와 1시간짜리 TV 스페셜인 "Where's Lazlo?"로 구성된 5개 시즌 동안 진행되었다. 마지막 에피소드는 2008년 3월 27일에 방영되었다. 방영 기간 동안 이 시리즈는 프라임타임 에미상 3개와 풀치넬라상(Pulcinella Award) 3개를 수상했으며 또 다른 에미상 및 애니상(Annie Award) 후보에 올랐다. 스핀오프 미디어에는 DVD, 레스토랑 프로모션, 비디오 게임 및 디지털 다운로드 릴리스가 포함된다.